# Rubí
Rubí é um município da Espanha, na comarca do Vallès Occidental, província de Barcelona, comunidade autónoma da Catalunha. Tem 32,2 km² de área e em 2021 tinha 78 549 habitantes (densidade: 2 439,4 hab./km²).